# بلاستیاشچی
بلاستیاشچی (به انگلیسی: Blestyashchiye) گروه موسیقی روسی است.این گروه در سال ۲۰۰۶ در آهنگ تمپتیشن (ورژن روسی) با آرش همکاری کردند.